# オナ・カルボネイ
オナ・カルボネイ・バリェステロ（Ona Carbonell Ballestero、1990年6月5日 - ）は、スペイン・バルセロナ出身のアーティスティックスイミング選手。詩人・研究者のマックス・カルボネイ・バリェステロ（Max Carbonell-Ballestero）は兄。

## 経歴
2008年にオランダ・アイントホーフェンで開催されたヨーロッパ水泳選手権では、チームで金メダルを獲得した。2009年にイタリア・ローマで開催された世界水泳選手権では、フリーコンビネーションで金メダルを獲得した。
2012年にイギリスで開催された2012年ロンドンオリンピックでは、女子デュエットでアンドレア・フエンテスと組んで銀メダルを獲得し、チームで銅メダルを獲得した。
2012年にハンガリー・デブレツェンで開催されたヨーロッパ水泳選手権では、チームとコンビネーションで金メダルを獲得した。